# Сан Теренцо Монти (Маса-Карара)
Сан Теренцо Монти је насеље у Италији у округу Маса-Карара, региону Тоскана.
Према процени из 2011. у насељу је живело 156 становника. Насеље се налази на надморској висини од 286 м.